# Balla (album)
Balla è un album del cantautore Umberto Balsamo, pubblicato nel 1979 con gli arrangiamenti di Gian Piero Reverberi.

## Tracce
1. Umberto Balsamo – Velatamente mia – 5:20
2. Umberto Balsamo – Donna – 4:00
3. Umberto Balsamo – Balla – 3:15
4. Umberto Balsamo – In bicicletta – 4:33
5. Umberto Balsamo – Capirsi – 4:12
6. Umberto Balsamo – Sopra un tram – 3:14
7. Umberto Balsamo – Tu solo tu – 4:24
8. Umberto Balsamo – Vola – 3:53